# Amphimallon besnardi
Amphimallon besnardi är en skalbaggsart som beskrevs av Keith 2009. Amphimallon besnardi ingår i släktet Amphimallon och familjen Melolonthidae. Inga underarter finns listade i Catalogue of Life.